# Robert Cochet
Pour les articles homonymes, voir Cochet.
Robert Eugène Joseph Cochet (6 mai 1903 à Paris - 26 juillet 1988 à Moulins) est un graveur de médailles d'artiste et un sculpteur français.
Il a étudié à l'École nationale supérieure des beaux-arts de Paris et s'est spécialisé dans la création de dessins pour des médailles, des pièces de monnaie et de petites œuvres en bronze.

## Biographie
Élève d'Auguste Carli, il expose au Salon des artistes français de 1929 dont il est sociétaire perpétuel un bas relief en plâtre nommé Jeune fille. 
Cochet a conçu plusieurs pièces de monnaie, y compris la pièce de 100 francs de la Quatrième République, frappée en France à la Monnaie de Paris et Beaumont-le-Roger entre 1954 et 1958. Elles sont signées avec un monogramme RC sur l'avers et le revers. Il a également conçu des camées pour les poids de papier sulfure fabriqués par les fabricants de verres français Compagnie des Cristalleries de Baccarat. Les sujets incluent le président américain Harry S. Truman. Sa plus grande contribution aux arts a été la création de nombreuses médailles commémoratives et décernées en bronze par la Monnaie de Paris , y compris la médaille française « Défense passive 1939-1945 ». Parmi ces médailles, une de Pierre Jolibois est exposée sur un mur de l'Ecole des mines de Paris.
Cochet a reçu un diplôme et une médaille lors de l'Exposition internationale de 1954 à Madrid. Il a été nommé Sociétaire du Salon des Artistes Francais et des exemples de ses médailles se trouvent dans la collection du British Museum, du Chrysler Museum of Art et du Harvard Art Museum.
Cochet a conçu une médaille de portrait de Lucien Georges Bazor, qui décore sa tombe dans le cimetière de Châtenay-Malabry près de Paris.